# Pitstone
Pitstone es una localidad situada en el condado de Buckinghamshire, en Inglaterra (Reino Unido), con una población estimada a mediados de 2016 de 4098 habitantes.
Se encuentra ubicada al norte de la región Sudeste de Inglaterra, cerca de la frontera con las regiones de Este de Inglaterra y Midlands del Este y de la ciudad de Milton Keynes, y al noroeste de Londres.

## Historia
El nombre del pueblo es de origen anglosajón y significa 'árbol espinoso de Picel'. Fue registrado en el Libro Domesday de 1086 como Pincelestorne.
Pitstone fue entregado a la abadía de Ashridge por el conde de Cornualles en 1283. En 1290, el rey Eduardo I pasó la Navidad en Pitstone en la finca que había sido entregada a la abadía y se quedó durante cinco semanas, tiempo durante el cual celebró el parlamento en Ashridge. Su estancia causó grandes molestias a los habitantes locales del pueblo que estaban legalmente obligados a mantener al rey y su corte.
John Marius Wilson lo describió en un diccionario geográfico victoriano como "11,48 km² de largo y 1 de ancho. Post-town, Tring. Bienes inmuebles, 3.692 libras. Pop., 581. Casas, 109. La propiedad está dividida entre unos pocos." Su área se redujo entre 1851 y 1891 de dicho número de acres a 1.644. El número de casas aumentó más abruptamente en la década de 1950, de 169 a 252.